# Ilha Heard e Ilhas McDonald
A Ilha Heard e as Ilhas McDonald (nome oficial: Território das Ilhas Heard e McDonald), é um território externo australiano que compreende um grupo vulcânico de ilhas antárticas inóspitas, localizadas no oceano Índico, a cerca de dois terços do caminho de Madagáscar para a Antártida. A área total do grupo é de 372 km² e tem 101,9 km de litoral. Foram descobertas em meados do século XIX, as ilhas ficam no planalto de Kerguelen, e são um território australiano desde 1947.
A Ilha Heard e as Ilhas McDonald contêm os dois únicos vulcões ativos em território australiano, um dos quais é a montanha mais alta da Austrália, sendo esta o Pico Mawson (com 2745 m).
As ilhas, que são desabitadas, só podem ser acessadas por mar e, normalmente, exigem uma viagem de duas semanas saindo da Austrália para serem visitadas.

## História
Nenhum dos aglomerados de ilhas registrou visitantes até meados da década de 1850. Um marinheiro estadunidense, John Heard, no navio Oriental, avistou a ilha Heard em 25 de novembro de 1853, a caminho de Boston para Melbourne. Ele relatou a descoberta um mês depois e deu à ilha o seu nome. Sua esposa Fidelia Heard forneceu a primeira descrição escrita e desenhos da ilha. William McDonald a bordo do Samarang descobriu as vizinhas ilhas McDonald seis semanas depois, em 4 de janeiro de 1854.
Este arquipélago foi colocado em 1997 na Lista de Patrimônio Mundial pela UNESCO.
Em 2024, as ilhas ganharam notoriedade com a intriga entre duas gigantes da indústria de Fast Food: McDonald's e o Burger King. O segundo quer mudar o nome da Ilha McDonald's para Ilha Whopper afirmando que "Um lugar com fogo de verdade não pode se chamar McDonald's".

## Galeria

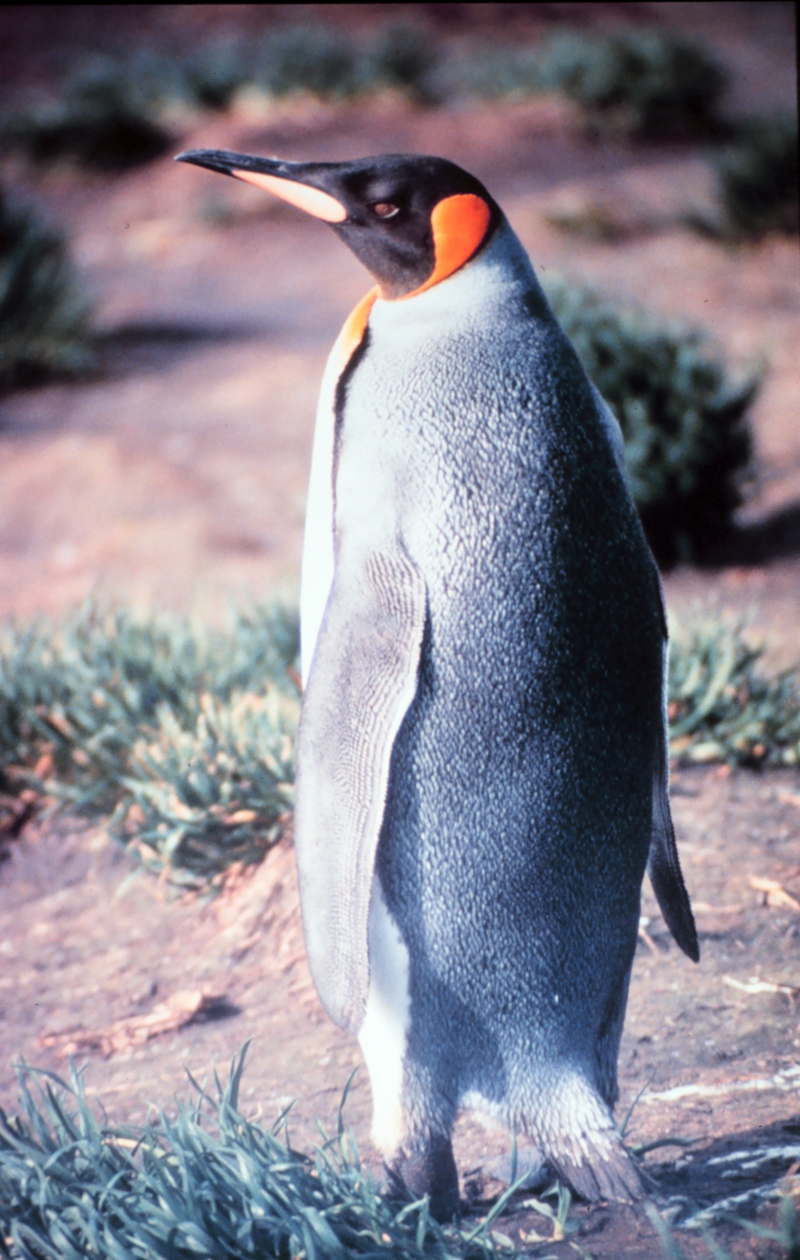
Pinguim-rei (Aptenodytes patagonicus) na Ilha Heard
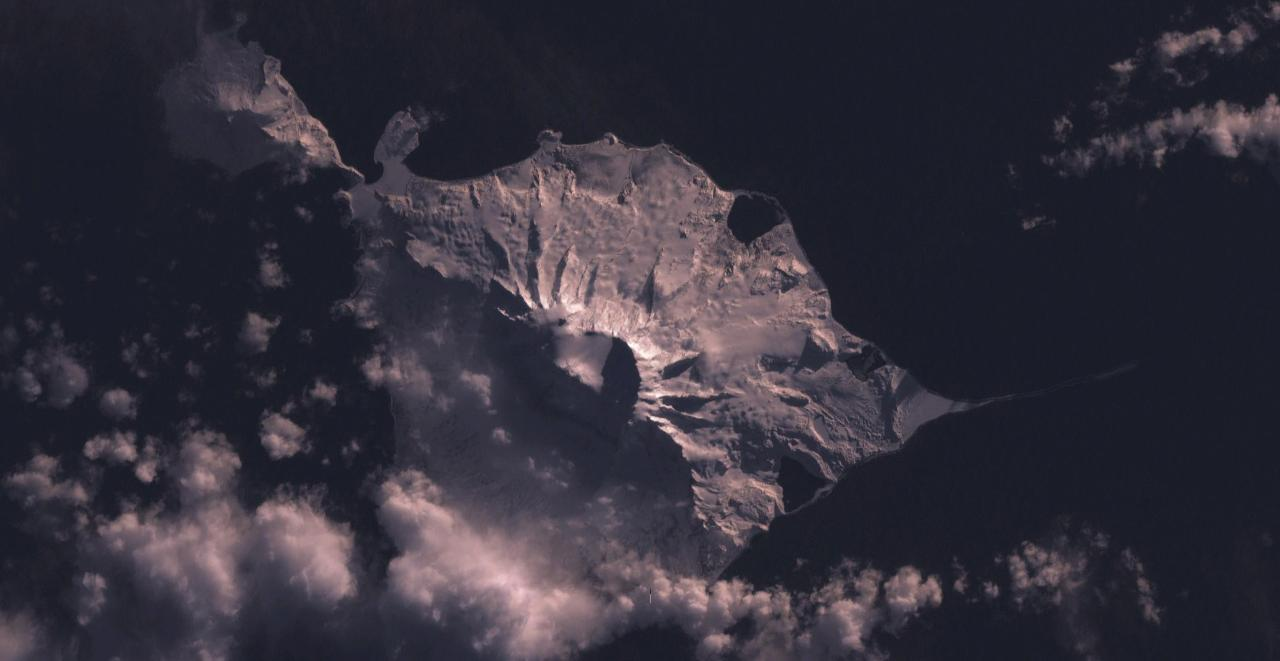
Vista satélite da ilha Heard